# Pterygascidia
Pterygascidia is een geslacht uit de familie Agneziidae en de orde Phlebobranchia uit de klasse der zakpijpen (Ascidiacea).

## Soorten
- Pterygascidia inversa Monniot C. & Monniot F., 1991
- Pterygascidia longa (Van Name, 1918)
- Pterygascidia mirabilis Sluiter, 1904